# Deliradev Point
Der Deliradev Point (englisch; bulgarisch Делирадев нос Deliradew nos) ist eine Landspitze an der Nordostküste der Anvers-Insel im Palmer-Archipel westlich der Antarktischen Halbinsel. Sie bildet 5,85 km südlich bis östlich des Kap Bayle, 1,93 km südlich des Frolosh Point, 7,13 km westlich bis südlich der Theta-Inseln, 7,44 km nördlich bis westlich der Gourdon-Halbinsel und 7,77 km nordöstlich des Bonete Point die Südseite der Einfahrt zur Galata Cove sowie die Nordseite der Einfahrt zur Lapeyrère-Bucht.
Britische Wissenschaftler kartierten sie 1980. Die bulgarische Kommission für Antarktische Geographische Namen benannte sie 2013 nach dem bulgarischen Geographen, Bergsteiger und Publizisten Pawel Deliradew (1879–1957).